# 20 (număr)
20 (douăzeci) este  numărul natural care urmează după 19 și îl precede pe 21.

## În matematică
20:
- Este un număr compus.[1]
- Este un număr harshad în baza 10.[2]
- Este un număr practic.[3][4]
- Este un număr Størmer.[5][6]
- Este un număr rectangular.[7]
- Este un număr semiperfect.[8]
- Este un număr Størmer.[9][10]
- Este un autonumăr (număr columbian), deoarece nu poate fi exprimat ca suma dintre orice număr întreg și cifrele acestui număr în baza 10.[11]
- Este un număr abundent[12] și un  număr abundent primitiv.[13]
- Este un număr tetraedric.[14]
- Este un număr dodecaedric.[15][16]
- Este un număr platonic.[17]

## În știință
- Este al treilea număr magic în fizica nucleară.[18]

## Alte domenii
- +20 este prefixul telefonic internațional al Egiptului.[19]
- După 20 ani de căsătorie este aniversată nunta de porțelan.[20]
- Este codul de țară UIC al Rusiei.[21]